# Glenn Ford
Glenn Ford (nacido Gwyllyn Samuel Newton Ford; Quebec, Canadá; 1 de mayo de 1916-Beverly Hills, California; 30 de agosto de 2006) fue un actor canadiense-estadounidense. Destacó durante la edad de oro de Hollywood como uno de los actores más taquilleros de las décadas de 1940, 1950 y 1960, con una carrera que duró más de 50 años. Aunque actuó en muchos géneros cinematográficos, algunos de sus papeles más relevantes fueron en películas de cine negro como Gilda (1946) junto a Rita Hayworth y Los sobornados (The Big Heat) (1953). Sin embargo, los principales reconocimientos que recibió en su carrera fueron por comedias o westerns, entre los que se incluyen tres nominaciones al Globo de Oro al Mejor Actor, que obtuvo por Pocketful of Miracles (Milagro por un día/Un gánster para un milagro)(1961). Uno de sus últimos papeles en el cine fue el de Jonathan Kent, padre adoptivo de Superman, en el primer filme de la saga en 1978.

## Primeros años
Gwyllyn Samuel Newton Ford nació el 1 de mayo de 1916 en Sainte-Christine-d'Auvergne, Quebec, Canadá. Era hijo de Hannah Wood (de soltera Mitchell) y Newton Ford, un maquinista de la Canadian Pacific Railway. Por parte de su padre, era sobrino nieto de John A. Macdonald que había sido  primer ministro de Canadá y también tenía parentesco con el presidente estadounidense, Martin Van Buren. En 1922, cuando tenía seis años, toda la familia se mudó a Estados Unidos, primero a Venice y luego a Santa Mónica, California. Su padre sería maquinista para la Venice Electric Tram Company, donde trabajo hasta su fallecimiento en 1940, a los 50 años.
Después de su graduación en la Santa Monica High School, Ford empezó a actuar en pequeños grupos de teatro. Cuando estaba en secundaria, tuvo algunos empleos esporádicos, en los que trabajó, entre otros, para Will Rogers, con quien aprendió a montar a caballo. Comentaría más tarde que su padre no ponía objeción por su interés en esta actividad durante su juventud, pero solía decir: «Esto está bien para ti que intentes actuar, si aprendes algo más primero. Ser capaz de montar y desmontar un automóvil. Ser capaz de construir una casa, cada parte de ella. Entonces siempre tendrás algo». Ford siguió el consejo y durante la década de 1950, cuando era uno de los actores más populares de Hollywood, realizaba asiduamente en su casa trabajos de fontanería, electricidad y aire acondicionado. Ford adquirió la nacionalidad estadounidense el 10 de noviembre de 1939.

## Carrera

### Sus inicios
Ford actuó en compañías teatrales de la Costa Oeste y tuvo un primer papel en Night in Manhattan (1937), con la 20th Century Fox  antes de incorporarse a Columbia Pictures en 1939. Su nombre artístico procedía del pueblo natal de su padre, Glenford, en Alberta.
Su primera película importante fue Heaven with Barbed Wire Fenced (1939), con guion de Dalton Trumbo. En 1941, un importante director de Hollywood, John Cromwell, que había quedado convencido de su trabajo, pidió su cesión a la Columbia para producir el drama independiente, So Ends Our Night (1941), en la que Ford ofreció una convincente interpretación de un joven exiliado alemán que huía en la Europa ocupada por los nazis. En esta película, trabajó con Fredric March, ganador de un premio de la Academia y con Margaret Sullavan, que había sido recientemente nominada a un Oscar. Bosley Crowther, periodista del New York Times, en un artículo del 29 de febrero de 1941, afirmaba: «Glenn Ford es un joven actor muy prometedor. Extrae más sustancia y naturalidad de su papel de joven que cualquier otro del reparto.»
Tras una elevada publicidad de la película con la premier de Los Ángeles y de una gala para recaudar fondos en Miami, el presidente Roosevelt vio el film en una proyección privada en la Casa Blanca y quedó muy satisfecho de la cinta. Ford fue invitado ese año al baile de cumpleaños de los Roosevelt. Al regresar a Los Ángeles, se registró en el partido demócrata y se convirtió en seguidor incondicional de FDR. «Quedé impresionado cuando conocí a Franklin y Eleanor Roosevelt [recordaría Ford décadas después]. Me emocioné mucho cuando regresé a Los Ángeles y encontré una magnífica fotografía autografiada para mi. Siempre ocupó un lugar de honor en mi casa.»
Después de 35 entrevistas con medios de comunicación y tras una crítica elogiosa de su interpretación, Ford comenzó a tener una amplia lista de fans. Por lo que se sintió decepcionado cuando Columbia Pictures lo siguió incluyendo en producciones de bajo presupuesto los siete años que le restaban de su contrato. Su siguiente película, Texas, fue su primer western, un género al que estaría asociado el resto de su vida. En esta película, compartía protagonismo con otro joven actor, William Holden, con el que mantendría una larga amistad. Siguieron varias películas, ninguna de ellas memorable, por las que le pagaron lo bastante bien para comprarse una casa para su madre y otra para él.
So Ends Our Night también afectó a la joven estrella de otra manera. En el verano de 1941, mientras Estados Unidos eran aun técnicamente neutral, se alistó en la Coast Guard Auxiliary (Guardia costera auxiliar), aunque tenía un aplazamiento 3, por ser el único sostén de su madre. Inició su instrucción en septiembre de 1941, conducía tres veces a la semana hasta su unidad en San Pedro, y pasaba muchos fines de semana allí.

### Consolidación

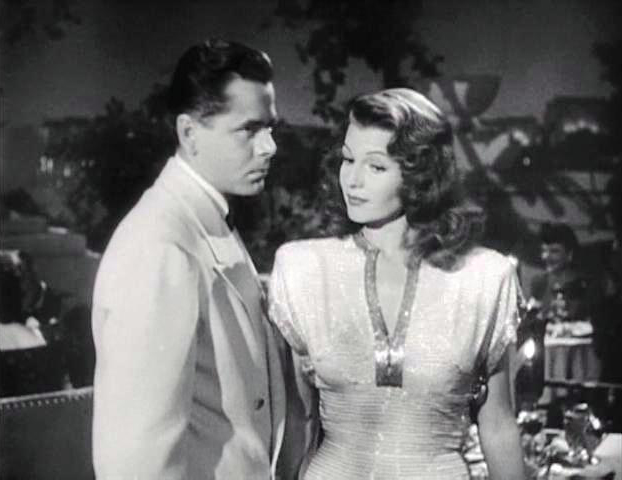
Glenn Ford interpreta a un hombre dominado por los celos provocados por Gilda en el film del mismo nombre que dio fama a Ford y a Hayworth.

Su papel más destacado en la primera parte de su carrera llegó en 1946, en la primera cinta que rodaba desde el final de la guerra, con Gilda, uno de los grandes clásicos del cine negro, protagonizada junto a Rita Hayworth y dirigida por Charles Vidor. Fue el segundo film en que compartía protagonismo con Rita Hayworth, también bajo las órdenes de Vidor.
Alcanzó la celebridad por su intervención en esta cinta. Se hizo particularmente famosa la escena en que Ford abofetea a Rita Hayworth. Los intentos sucesivos de repetir el éxito con esta pareja de actores fueron fracasos comerciales, como Los amores de Carmen.
Sus mejores papeles los llevó a cabo a las órdenes del director de origen austríaco Fritz Lang en Los sobornados y Deseos humanos.
En 1959, pasa a formar parte de la plantilla de la Metro, en donde conseguirá buenos papeles junto al director Vincente Minnelli en Los cuatro jinetes del Apocalipsis y El noviazgo del padre de Eddie.
Glenn Ford se caracterizó por interpretarse a si mismo encarnando a personajes honestos que sufrían bajo el abuso y que resurgían bajo la determinación y voluntad extrema. También hizo papeles discretos de galán, cowboy y rufián. Nunca obtuvo el reconocimiento de la Academia pero sus 200 películas lo hicieron muy reconocible y popular.
Ford nunca llegó a obtener un premio Oscar, obtuvo un Globo de Oro y en la década de 1960, su estrella declinó lentamente. Siempre se le consideró un actor infravalorado por el medio, pero la amplia gama de personajes que interpretó acabaría haciendo de él uno de los mitos de Hollywood, con un fiel grupo de fanes y una fiel audiencia televisiva.
En 1978 formó parte del elenco de la película Superman interpretando a Jonathan Kent, padre adoptivo de Clark.

## Vida privada

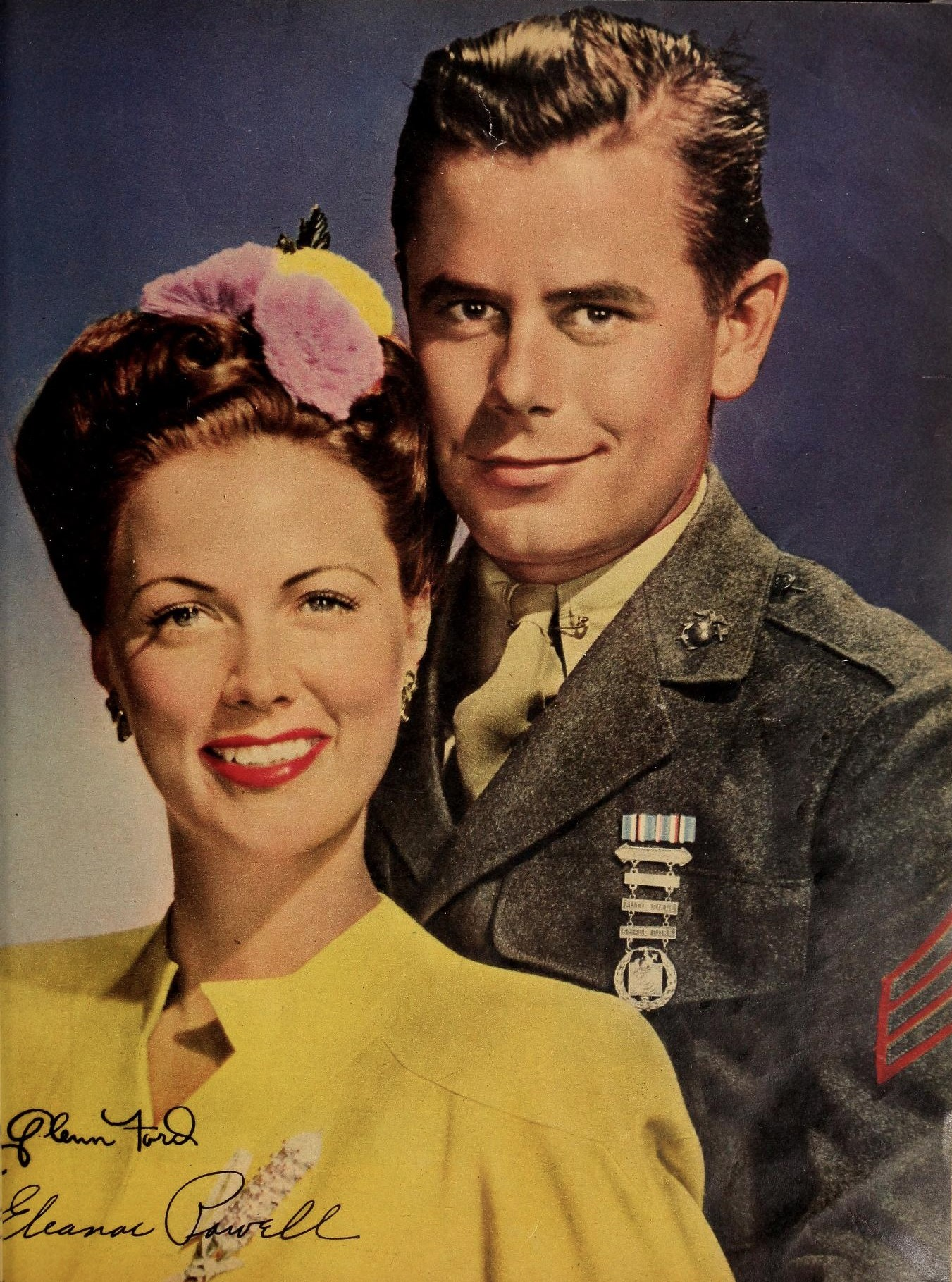
Glenn Ford junto a su primera esposa, Eleanor Powell, en una fotografía de 1943.

En su vida, Ford fue un amigo personal y entrañable de Rita Hayworth. Cuando acaeció la muerte de la actriz, Ford cayó en un estado depresivo que le afectaría toda la vida.
Glenn Ford tuvo dos aspectos marcados de su personalidad: era para sus amigos personales un verdadero y gran amigo, y mantuvo un amplio círculo cerrado de amistades a través de su vida. Algunos de ellos fueron el matrimonio del presidente Ronald Reagan y su esposa, Frank Sinatra, Dale Evans, Roy Rogers y Gene Autry, Martin Landau, Angie Dickinson, Ernest Borgnine y Paul Mazursky.
Aficionado a la cría de caballos, se dedicó en los últimos años a esta actividad en un rancho de California.
Por otro lado, demostró en el curso de su vida íntima que era un tanto distinto a los personajes que interpretaba.
En alguna época oscura de su vida se diferenció del común y se hizo poco accesible a la prensa.
Su carácter varió a medida que le llegaba la fama, pasando de ser un actor cordial y amable a un Ford enviciado con el alcohol, irascible, maníaco y poseído por el egoísmo. Ford era en sus relaciones sentimentales una persona muy difícil, por lo que sus relaciones terminaron mal.
Sus matrimonios fueron:
- Con la bailarina Eleanor Powell desde el 24 de octubre de 1943 hasta el 23 de noviembre de 1959: 16 años, 1 hijo llamado Peter.
- Con Kathryn Hays desde el 27 de marzo de 1966 hasta junio de 1969: divorcio sin hijos.
- Con Cynthia Hayward desde el 10 de septiembre de 1977 hasta 1984: divorcio sin hijos.
- Con Jeanne Baus desde el 5 de marzo de 1993 hasta 1994: divorcio sin hijos.

Tuvo además largos y bien conocidos romances con Zsa Zsa Gabor, Hope Lange, Rita Hayworth, Connie Stevens, Joan Crawford, Dinah Shore, Brigitte Bardot, Debbie Reynolds, María Schell, Linda Christian, y Judy Garland, pero no acabaron en matrimonio.

## Últimos años
Ford padeció problemas cardíacos en la última década de su vida, pero aun así logró llegar a los 90 años. En 1987 fue homenajeado con el Premio Donostia en el Festival de Cine de San Sebastián. Falleció en la noche del 30 de agosto de 2006 en su casa de Beverly Hills (California) a los 90 años.

## Filmografía
| Año  | Película                           | Director          |
| ---- | ---------------------------------- | ----------------- |
| 1940 | La dama en cuestión                | Charles Vidor     |
| 1941 | So Ends Our Night                  | John Cromwell     |
| 1942 | The Adventures of Martin Eden      | Sydney Salkow     |
| 1943 | The Desperadoes                    | Charles Vidor     |
| 1943 | Guadalcanal Diary                  | Lewis Seiler      |
| 1946 | A Stolen Life                      | Curtis Bernhardt  |
| 1946 | Gilda                              | Charles Vidor     |
| 1947 | Framed                             | Richard Wallace   |
| 1948 | Los amores de Carmen               | Charles Vidor     |
| 1948 | Tío Willie                         | Joseph H. Lewis   |
| 1948 | El hombre de Colorado              | Henry Levin       |
| 1949 | The Undercover Man                 | Joseph H. Lewis   |
| 1950 | La montaña trágica                 | Ted Tetzlaff      |
| 1950 | Convicted                          | Henry Levin       |
| 1952 | The Green Glove                    | Rudolph Maté      |
| 1952 | La dama de Trinidad                | Vincent Sherman   |
| 1953 | The Man from the Alamo             | Budd Boetticher   |
| 1953 | The Big Heat                       | Fritz Lang        |
| 1953 | Cita en Honduras                   | Jacques Tourneur  |
| 1954 | Human Desire                       | Fritz Lang        |
| 1955 | El americano                       | William Castle    |
| 1955 | Hombres violentos                  | Rudolph Maté      |
| 1955 | Semilla de maldad                  | Richard Brooks    |
| 1955 | Melodía interrumpida               | Curtis Bernhardt  |
| 1955 | Trial                              | Mark Robson       |
| 1956 | Rapto                              | Alex Segal        |
| 1956 | Jubal                              | Delmer Daves      |
| 1956 | The Teahouse of the August Moon    | Delbert Mann      |
| 1956 | The Fastest Gun Alive              | Russell Rouse     |
| 1957 | El tren de las 3:10                | Delmer Daves      |
| 1957 | Don't Go Near the Water            | Charles Walters   |
| 1958 | Cowboy                             | Delmer Daves      |
| 1958 | The Sheepman                       | George Marshall   |
| 1958 | Torpedo Run                        | Joseph Pevney     |
| 1959 | It Started With a Kiss             | George Marshall   |
| 1960 | Cimarrón                           | Anthony Mann      |
| 1960 | The Gazebo                         | George Marshall   |
| 1961 | Cry for Happy                      | George Marshall   |
| 1961 | Pocketful of Miracles              | Frank Capra       |
| 1962 | Los cuatro jinetes del apocalipsis | Vincente Minnelli |
| 1962 | Chantaje contra una mujer          | Blake Edwards     |
| 1963 | Love Is a Ball                     | David Swift       |
| 1963 | El noviazgo del padre de Eddie     | Vincente Minnelli |
| 1964 | Advance to the Rear                | George Marshall   |
| 1964 | Fate Is the Hunter                 | Ralph Nelson      |
| 1965 | The Rounders                       | Burt Kennedy      |
| 1966 | La trampa del dinero               | Burt Kennedy      |
| 1966 | Rage                               | Gilberto Gazcón   |
| 1966 | ¿Arde París?                       | René Clément      |
| 1967 | The Last Challenge                 | Richard Thorpe    |
| 1967 | A Time for Killing                 | Phil Karlson      |
| 1968 | Las pistolas del infierno          | Jerry Thorpe      |
| 1969 | Heaven with a Gun                  | Lee H. Katzin     |
| 1970 | La hermandad de la Campana         | Paul Wendkos      |
| 1971 | Santee                             | Gary Nelson       |
| 1976 | La batalla de Midway               | Jack Smight       |
| 1978 | Superman                           | Richard Donner    |
| 1979 | The Visitor                        | Giulio Paradisi   |
| 1980 | Exterminio                         | Kinji Fukasaku    |
| 1981 | Happy Birthday to Me               | J. Lee Thompson   |

## Premios
Globo de Oro
| Año  | Categoría   | Película              | Resultado |
| ---- | ----------- | --------------------- | --------- |
| 1962 | Mejor actor | Pocketful of Miracles | Ganador   |

Festival Internacional de Cine de San Sebastián
| Año  | Categoría       | Resultado |
| ---- | --------------- | --------- |
| 1987 | Premio Donostia | Ganador   |